# Папська Рада з культури
Па́пська Ра́да з культу́ри (лат. Pontificium Consilium de Cultura) — дикастерія Римської курії, початок діяльності якої датується кінцем Другого Ватиканського Собору. Ціла секція цих документів стосовно Церкви, Gaudium et Spes, підкреслює фундаментальну важливість культури для повного розвитку людської особистості.Папа Римський Павло VI написав: «Царство Боже, котре Євангеліє повертає, живе в людях, які глибоко пов'язані з культурою, і будівництво Царства Божого не може уникати переймання елементів людської культури або культур» (Evangelii Nuntiandi).
Папа Римський Іван-Павло II заснував Папську Раду з культури 20 травня 1980 року. У той час як у своєму motu proprio апостольському листі Inde a Pontificatus від 25 березня 1993 року, Папа Римський об'єднав Папську Раду для діалогу з невіруючими (заснований 1965 року) з Папською Радою з культури.
30 липня 2012 року Папа Римський Бенедикт XVI в Motu proprio Pulchritudinis fidei повідомив про своє рішення приєднати Папську комісію культурної спадщини Церкви до Папської Ради з культури. Ухвала набула чинності 3 листопада 2012 року.

## Мета Ради
Папська Рада з культури має справу з розбіжностями між Євангелієм і культурами, байдужістю в справах релігії. Рада також зацікавлена відношеннями між Святим Престолом і світом культури; особливо вона просуває діалог із сучасними культурами, так, щоби цивілізація могла стати більш відкритою для Євангелія, й так, щоби чоловіки й жінки могли знати, що Церква визнає їхню роботу як служіння правді й досконалості.

## Структура Ради
Папська Рада з культури має дві секції:
1. Віра і культура;
2. Діалог з культурами.

- Голова Папської Ради з культури — кардинал Джанфранко Равазі;
- Колишній голова Папської Ради з культури — кардинал Поль Пупар;
- Секретар — єпископ Бартелемі Адукону;
- Заступник секретаря — монсеньйор Мельхор Санчес де Тока-і-Аламеда;
- Голова служби — монсеньйор Гергелі Ковач.

Є також багато інших, включаючи: 6 священиків і 1 мирянина, 7 інших адміністративних і технічних помічників. Рада проводить пленарне зібрання щонайменше раз на три роки. Папа Римський призначає кардиналів і єпископів на п'ятирічний термін як членів Ради. Тепер є 13 кардиналів і 17 архієпископів і єпископів із різних частин світу.

## Голови Папської Ради з культури
- Кардинал Габріель-Марі Гаррон (20 травня 1982 — 19 квітня 1988);
- Кардинал Поль Пупар (19 квітня 1988 — 3 вересня 2007);
- Кардинал Джанфранко Равазі (3 вересня 2007 —5 червня 2022).

## Виноски
1. ↑  Gaudium et Spes, розділ II. Правильний розвиток культури
2. ↑  Павло VI (8 грудня 1975). Evangelii Nuntiandi. Libreria Editrice Vaticana. Архів оригіналу за 17 березня 2012. Процитовано 14 липня 2008.
3. ↑  Особистий лист кардиналу-державному секретарю від 20 травня 1982 року
4. ↑  Апостольський лист даний motu proprio Inde a Pontificatus, article 1 (25 березня 1993)
5. ↑  Папську комісію з культурної спадщини об'єднано з Папською радою з культури - КАТОЛИЦЬКИЙ ОГЛЯДАЧ. Архів оригіналу за 18 травня 2013. Процитовано 5 квітня 2013.